# Tiếng Ưu Miền
Tiếng Ưu Miền (tiếng Trung: 勉語 hoặc 勉方言; tiếng Thái:  ภาษาอิวเมี่ยน) còn gọi là tiếng Dìu Miền (Ưu hoặc Dìu có nguồn gốc từ chữ 猺 nay thành chữ 瑶) là ngôn ngữ của người Ưu Miền ở Trung Quốc (nơi họ được coi là một nhóm cấu thành dân tộc Dao), Lào, Việt Nam, Thái Lan (và trong thời gian gần đây hơn là Hoa Kỳ và Pháp, trong cộng đồng người di cư). Giống như các ngôn ngữ thuộc ngữ hệ H'mong-Miền khác, đây là ngôn ngữ thanh điệu, đơn âm tiết.
Các nhà ngôn ngữ học ở Trung Quốc coi phương ngữ nói ở Trường Đông, huyện tự trị dân tộc Dao Kim Tú, Quảng Tây là tiếng Ưu Miền chuẩn. Tiếng chuẩn này cũng được nói bởi người Ưu Miền ở phương Tây; tuy nhiên, do hầu hết họ là người tị nạn từ Lào, phương ngữ của họ chịu ảnh hưởng từ tiếng Lào và tiếng Thái.
Tiếng Ưu Miền có 78% từ tương đồng với tiếng Kim Môn (Lanten), 70% với tiếng Tiêu Mẫn và 61% với tiếng Tảo Mẫn.

## Phân bố
Có 130.000 người nói ở tỉnh Hồ Nam (được gọi là phương ngữ Tương Nam 湘南), 400.000 người nói ở Quảng Tây, Vân Nam, Quảng Đông, Quý Châu và Giang Tây (được gọi là phương ngữ Quảng Điền 广滇).
Ở Việt Nam, người Dao thuộc các nhóm Đại Bản, Tiểu Bản, Quần Chẹt, Ô Gang, Cóc Ngáng và Cóc Mùn nói các phương ngữ Ưu Miền.

## Âm vị học

### Phụ âm
Có 31 âm vị phụ âm trong tiếng Ưu Miền. Một nét đặc trưng của hệ thống phụ tiếng âm Ưu Miền là sự hiện diện của âm mũi vô thanh và âm cạnh lưỡi vô thanh.
|                    | Môi  | Môi | Chân răng | Chân răng | Sau chân răng | Sau chân răng | Vòm | Vòm | Ngạc mềm | Ngạc mềm | Thanh hầu | Thanh hầu |
| ------------------ | ---- | --- | --------- | --------- | ------------- | ------------- | --- | --- | -------- | -------- | --------- | --------- |
| Mũi                | m̥    | m   | n̥         | n         |               |               | ɲ̥   | ɲ   | ŋ̊        | ŋ        |           |           |
| Tắc                | pʰ p | b   | tʰ t      | d         |               |               |     |     | kʰ k     | ɡ        | ʔ         | ʔ         |
| Tắc xát            |      |     | t͡sʰ t͡s    | d͡z        | t͡ɕʰ t͡ɕ        | d͡ʑ            |     |     |          |          |           |           |
| Xát                | f    |     | s         |           |               |               |     |     |          |          | h         | h         |
| Tiếp cận           |      |     |           |           |               |               | j   | j   | w        | w        |           |           |
| Tiếp cận cạnh lưỡi |      |     |           |           | l̥             | l             |     |     |          |          |           |           |

1. Hệ thống chữ viết chuẩn tiếng Ưu Miền không thể hiện âm tắc giống với cách thức dùng trong IPA: ví dụ, ⟨t⟩, ⟨d⟩,  ⟨nd⟩ lần lượt biểu thị /tʰ/, /t/, /d/. Điều này có thể xuất phát từ nỗ lực mô hình hóa hệ thống chữ viết tiếng Ưu Miền sao cho giống Bính âm (dùng thể ký âm cho Quan thoại; trong Bính âm, ⟨t⟩, ⟨d⟩ cũng hiện lần lượt /tʰ/ và /t/. Cũng có thể nhận thấy sự ảnh hưởng của bính âm trong việc dùng ⟨c⟩, ⟨z⟩, ⟨nz⟩ để biểu thị ba âm tắc xát chân răng /t͡sʰ/, /t͡s/, /d͡z/ và ⟨q⟩, ⟨j⟩, ⟨nj⟩ để biểu vị ba âm tắc xát chân răng-vòm /t͡ɕʰ/, /t͡ɕ/, /d͡ʑ/. Lưu ý rằng do ⟨ng⟩ được dùng đại diện cho âm mũi ngạc mềm /ŋ/ tức là nó cũng không thể được dùng để biểu diễn /ɡ/ như dự đoán; thay vào đó, ⟨nq⟩ được sử dụng.
2. Theo Aumann và Chengqian, trong một phương ngữ nhất định ở Trung Quốc, âm tắc xát chân răng-vòm được thay bằng âm tắc vòm (/cʰ/, /c/, /ɟ/).
3. Theo Daniel Bruhn, âm mũi vô thanh thực sự là các chuỗi [h̃m], [h̃n], [h̃ŋ] và [h̃ɲ] (tức là một âm /h/ mũi hoá ngắn với một âm mũi hữu thanh theo sau), trong khi âm cạnh lưỡi vô thanh là âm xát cạnh lưỡi vô thanh [ɬ].
4. Bruhn cũng quan sát thấy rằng giới trẻ người Mỹ gốc Ưu Miền thường thay âm mũi vô thanh và âm cạnh lưỡi vô thanh bằng /h/, còn các âm tắc xát chân răng-vòm thường được thay bằng những âm tắc xát chân răng tương ứng.

#### Khởi âm
Dường như tất cả các âm vị phụ âm đơn trừ /ʔ/ đều có thể làm khởi âm.

#### Phụ âm cuối
Không giống như tiếng H'mông (thường thiếu vắng phụ âm cuối), tiếng Ưu Miền có bảy âm vị phụ âm đơn có thể đảm nhận vị trí cuối. Những phụ âm này là /m/, /n/, /ŋ/, [p̚], [t̚], [k̚], và /ʔ/. Một số âm tắc chỉ đi chung với một số thanh nhất định; ví dụ: /ʔ/ chỉ xuất hiện trong từ có thanh ⟨c⟩ hay ⟨v⟩.
|          | Trước | Giữa | Sau |
| -------- | ----- | ---- | --- |
| Đóng     | i     |      | u   |
| Nửa đóng | e     |      | o   |
| Nửa mở   | ɛ     | ɜ    |     |
| Gần mở   | æ     | ɐ    |     |
| Mở       | aː    |      | ɒ   |

### Thanh điệu
Tiếng Ưu Miền là một ngôn ngữ thanh điệu với sáu thanh.
Trong Iu Mien United Script (hệ thống chữ viết thường dùng nhất cho tiếng Ưu Miền), thanh không được thể hiện bằng dấu thanh (như dấu "sắc" hay "nặng" trong tiếng Việt); thay vào đó, thanh điệu được thể hiện bằng một chữ cái nằm cuối từ. Từ nào không có chữ cái chỉ thanh thì từ đó có thanh "vừa/ngang".
| IPA    | Mô tả               | IMUS | Ví dụ | Nghĩa             |
| ------ | ------------------- | ---- | ----- | ----------------- |
| ˦/˦˥   | Cao                 | v    | maaiv | nghiêng           |
| ˧˩     | Vừa, xuống (giáng)  | h    | maaih | có                |
| ˧      | Vừa                 | ∅    | maai  | đuôi chiếc (chim) |
| ˨/˨˩   | Thấp                | c    | maaic | bán               |
| ˨˧     | Thấp, lên (thăng)   | x    | maaix | ác mộng           |
| ˨˧/˨˧˨ | Thấp, lên rồi xuống | z    | maaiz | mua               |

## Ngữ pháp
Tiếng Ưu Miền là một ngôn ngữ phân tích, không có biến tố. Đây còn là một ngôn ngữ đơn âm tiết: hầu hết từ chỉ có một âm tiết.
Ngôn ngữ này có trật tự từ SVO (chủ-động-tân). Tiếng Ưu Miền còn có một số đặc điểm cứ pháp sau:
- Tính từ thường đứng sau danh từ.
- Từ để hỏi (chẳng hạn "đâu", "ai") thường nằm ở cuối câu.
- Từ phủ định maiv (khi viết thường rút gọn thành mv) đứng trước động từ nó phủ định.
- Hiện tượng rút ngắn thường gặp. Nhiều từ được tạo nên từ một âm tiết rút ngắn đi liền với một âm tiết không rút (trong IMUS, từ ghép kiểu này có dấu apostrophe (') chen giữa hai âm tiết). Ví dụ như từ ga'nyorc ("nhện"), rút ngắn từ gaeng-nyorc ("bọ-nhện").

## Hệ thống chữ viết
Trước đây, tỷ lệ mù chữ ở người nói tiếng Ưu Miền cao do thiếu chữ viết. Ở Trung Quốc, tiếng Ưu Miền từng được viết bằng chữ Hán; song, điều này thực sự khó khăn đối với người nói tiếng Ưu Miền từ các quốc gia khác như Lào hay ở phương Tây.
Trong nỗ lực giải quyết vấn đề này, Iu Mien Unified Script được tạo nên vào 1984 bằng cách sử dụng chữ Latinh, dựa trên một bảng chữ cái trước đó được phát triển ở Trung Quốc. Không giống bảng chữ cái tiếng Việt, bảng chữ cái này không sử dụng bất kỳ dấu phụ nào để phân biệt thanh điệu hoặc các nguyên âm khác nhau và chỉ sử dụng 26 chữ cái của bảng chữ cái Latin ISO cơ bản. Bảng chữ cái này phân biệt 30 khởi âm, 128 vần và tám thanh điệu. Dấu gạch nối được dùng để nối tính từ với danh từ mà nó bổ nghĩa. Bảng chữ cái này tương tự như Romanized Popular Alphabet dùng để viết tiếng H'Mông hay Bính âm Hán ngữ được sử dụng cho tiếng Trung Quốc.

### Sự đối ứng âm vị-chữ cái trong IMUS
| Phụ âm             | Phụ âm | Phụ âm                        |
| Cách viết          | IPA    | Ví dụ                         |
| ------------------ | ------ | ----------------------------- |
| hm                 | /m̥/    | hmien ('mặt')                 |
| m                  | /m/    | maiv ('không'), hnamv         |
| hn                 | /n̥/    | hnoi ('ngày')                 |
| n                  | /n/    | nie ('đất, bụi'), bun ('cho') |
| hny                | /ɲ̥/    | hnyangx ('năm')               |
| ny                 | /ɲ/    | nyei ('của')                  |
| hng                | /ŋ̊/    | hngongx ('ngu, ngốc')         |
| ng                 | /ŋ/    | ngongh ('bò'), zaangz ('voi') |
| p                  | /pʰ/   | porng ('cuốc, xẻng')          |
| b                  | /p/    | benx ('trở thành')            |
| mb                 | /b/    | mbuo ('chúng tôi, chúng ta')  |
| t                  | /tʰ/   | tov ('cầu, xin')              |
| d                  | /t/    | da'nyeic ('thứ hai')          |
| nd                 | /d/    | ndau ('mặt đất')              |
| k                  | /kʰ/   | korqv ('bầu đựng nước, muôi') |
| g                  | /k/    | ganh ('mình, chính mình')     |
| nq                 | /ɡ/    | nqaang ('sau, về sau')        |
| q (ở cuối âm tiết) | /ʔ/    | zuqc ('nên, phải, cần')       |
| c                  | /t͡sʰ/  | congh ('bảo vệ, nói giúp')    |
| z                  | /t͡s/   | zingh ('thành phố')           |
| nz                 | /d͡z/   | nzangc ('chữ')                |
| q (ở đầu âm tiết)  | /t͡ɕʰ/  | qam ('ôm')                    |
| j                  | /t͡ɕ/   | jaix ('dương vật')            |
| nj                 | /d͡ʑ/   | njiuv ('kéo')                 |
| f                  | /f/    | fingx ('họ [trong họ tên]')   |
| s                  | /s/    | siang ('mới')                 |
| h                  | /h/    | hoqc ('học')                  |
| y                  | /j/    | yie. ('tôi')                  |
| w                  | /w/    | wetv ('đào, bới')             |
| hl                 | /l̥/    | hlo ('to, lớn')               |
| l                  | /l/    | laengz ('nhận, chấp nhận')    |

| Nguyên âm | Nguyên âm | Nguyên âm                       |
| Cách viết | IPA       | Ví dụ                           |
| --------- | --------- | ------------------------------- |
| a         | /ɐ/       | japv ('cắt (bằng kéo)')         |
| aa        | /a/       | maa ('mẹ, má')                  |
| aai       | /aːɪ/     | laai ('cuối')                   |
| aau       | /aːʊ/     | saau ('kết giao')               |
| ae        | /æ/       | dae ('cha, ba, bố')             |
| ai        | /aɪ/      | lai ('rau')                     |
| au        | /aʊ/      | ndau ('mặt đất')                |
| e         | /e/       | heh ('giày')                    |
| ei        | /ɛɪ/      | meih ('bạn, mày, mi')           |
| er        | /ɜ/       | sern (tên một món thịt sống)    |
| eu        | /ɜo/      | beu ('bao, bọc, gói') (động từ) |
| i         | /i/       | i ('hai')                       |
| o         | /o/       | go ('xa')                       |
| oi        | /oɪ/      | oix ('thích')                   |
| or        | /ɒ/       | porng ('cuốc, xẻng')            |
| ou        | /əu/      | sou ('sách')                    |
| u         | /u/       | uv ('cử chỉ')                   |

| Thanh điệu | Thanh điệu  | Thanh điệu                 |
| Cách viết  | IPA         | Ví dụ                      |
| ---------- | ----------- | -------------------------- |
| v          | /˦/, /˦˥/   | maaiv ('nghiêng')          |
| h          | /˧/         | maaih ('có')               |
| ∅          | /˧/         | maai ('đuôi chiếc (chim)') |
| c          | /˨/, /˨˩/   | maaic ('bán')              |
| x          | /˨˧/        | maaix ('ác mộng')          |
| z          | /˨˧/, /˨˧˨/ | maaiz ('mua')              |

## Phim
Những bộ phim sau đây có tiếng Ưu Miền:
- 2003 - Death of a Shaman. Đạo diễn Richard Hall; được sản xuất bởi Fahm Fong Saeyang.
- 2010 - "Siang-Caaux Mienh"[liên kết hỏng]. Một câu chuyện về một người đàn ông rất vô trách nhiệm với gia đình, nghiện rượu và ma túy. Anh ấy thích những người bạn xấu nhưng anh ấy không yêu gia đình mình. Nhưng khi anh ta bắt đầu trả giá những sai lầm của mình, đã trở thành một bước ngoặt trong cuộc đời anh.
- 2011 - "Mborqv Jaax Ciangv"[liên kết hỏng]. Một bộ phim gia đình thân thiện.